# Río Mbei
El río Mbei (M’Bei, M'bei, Mbeya e incluso Mbé) es un río del norte de Gabón, un afluente por la derecha del río Komo. La cuenca del río, por encima de las cataratas Kinguele (0° 30′ N, 10° 20′ E), 25 km por encima de su confluencia con el río Komo, es de unos 1500 km², cifra aproximada debido a la densa cobertura forestal que impide una medición exacta de la superficie.
El río Mbei se encuentra muy próximo al ecuador y atraviesa el parque nacional de los Montes de Cristal. La altura media de la cuenca es de unos 600 m. Las cumbres de los montes de Cristal apenas superan los 900 m. En el centro de la cuenca se encuentra la ciudad de Akoga, a 550 m de altitud, y las cataratas Kinguele se encuentran a 60 m sobre el nivel del mar.
Un tercio de la cuenca está formado por la meseta de Woleu-Ntem, con una altitud media de 650 m y algunas colinas de 750–800 m. Al oeste se encuentran los montes de Cristal, en dirección noroeste-sudeste, poco más altos que el resto de las colinas y que dominan el valle del Mbei, que transcurre aquí entre los 500 y los 200 m de altitud.
Los suelos son granitos de facies heterogéneas diferenciadas, a veces magmáticos. Las rocas, metamórficas, en el fondo de los valles son anfibolitas resistentes a la erosión, sobre todo en Kinguele y más abajo hasta Andok Foula, y varios gneis, orto y para metamórfico.

## Los embalses y las cascadas
Antes de alcanzar Andok Foula, el río se encajona fuertemente a lo largo de unos 15 km, dando lugar a una veintena de rápidos de un altura de 1 a 5 m. Los afluentes proceden aquí por la orilla derecha de los montes Mboula y por la izquierda del monte Meza.
Las necesidades de energía eléctrica de Libreville hicieron que en los años setenta se construyera una presa y una central hidroeléctrica de 56 MW, justo antes de las cascadas, dando lugar al embalse de Kinguele. Aguas arriba de este embalse, en otro estrecho, se construyó en la misma época el embalse de Tchimbele, con una central hidroeléctrica a gran profundidad de 68 MW. Ambas fueron construidas por empresas francesas y se están modernizando en 2016.
Después de Andok Foula, el río pierde pendiente y zigzaguea entre bancos de arena, muy visibles en época seca, hasta su confluencia con el río Komo, a 8 km de Andouk Foula. Desde aquí, el río Komo se ensancha notablemente hasta llegar a su desembocadura en el estuario de Gabón, donde forma un amplio manglar junto con el río Bokoué.

## Clima
La cobertura vegetal es una selva umbrosa densa con fuertes pendientes y precipitaciones intensas, de hasta 2500 mm anuales en Kango, a unos 30 km de Kinguele. No obstante, el régimen de lluvias es irregular y el cambio climático podría estar afectando a las precipitaciones.
El régimen ecuatorial tiene dos estaciones de lluvias con una época claramente seca en julio y agosto y una de lluvias intensas entre septiembre y diciembre, con máximos en octubre y noviembre de hasta 600 mm mensuales. La otra estación húmeda es marzo y abril, con otro periodo seco entre diciembre y febrero.